# Yannick Stark
Yannick Stark (Darmstadt, 28 ottobre 1990) è un calciatore tedesco, centrocampista dell'Hessen Kassel.

## Carriera
Stark ha iniziato la sua carriera nelle giovanili del SG Arheilgen e nel SC Hasia Dieburg, prima di firmare per le giovanili dell'Eintracht Francoforte.
Alla fine della stagione si trasferisce in 2.Bundesliga nel Duisburg, ma viene ceduto in prestito al SV Darmstadt 98 immediatamente. A Darmstadt, Stark ha aiutato la sua squadra ad ottenere una promozione per il 3. Liga vincendo il campionato nella stagione 2011/12. Nel penultima partita Stark ha segnato il gol della vittoria che ha garantito la promozione con una giornata di anticipo. È stato poi votato Giocatore della stagione dai lettori del locale Darmstädter Echo.
Nell'estate del 2011 Stark firma per il FSV Francoforte per due anni dopo che il suo contratto con il Duisburg è stato annullato. Stark ha debuttato il 15 luglio 2011 nella prima partita della stagione contro l'Union Berlino. Stark è presente in 29 partite nella sua prima stagione di 2.Bundesliga. Nella stagione successiva, Stark ha segnato il suo primo gol per il Francoforte contro il SG Sonnenhof Großaspach in Coppa di Germania e contro l'Erzgebirge Aue in campionato.
Nella stagione 2013-14 Stark si trasferì al Monaco 1860 firmando un contratto valido per due anni. In inverno della stagione successiva, Stark è tornato al suo vecchio club SV Darmstadt 98 con il quale è stato poi promosso in Bundesliga per la stagione 2015-16.

## Palmarès

### Club

#### Competizioni nazionali
- Fußball-Regionalliga: 1

Darmstadt: 2010-2011 (girone sud)
- 3. Liga: 1

Dinamo Dresda: 2020-2021